# Schizoboea kamerunensis
Schizoboea es un género monotípico de plantas herbáceas perteneciente a la familia Gesneriaceae. Su única especie: Schizoboea kamerunensis (Engl.) B.L.Burtt, es originaria de África tropical.

## Descripción
Es una débil planta herbácea rastrera con raíces en los nudos inferiores. El tallo a menudo ramificado, con ramas laterales producidas justo debajo de la inflorescencia terminal, las ramas incluyen un par de hojas individuales y la inflorescencia terminal. Las hojas son opuestas, pecioladas, con la lámina ovada. Las inflorescencias en cimas con pocas flores que salen de las axilas de brácteas pequeñas. Sépalos libre a la base. Corola blanca, el tubo corto y ancho, ligeramente ventricoso. Fruto cilíndrico, a veces en cápsula encorvada.

## Distribución y hábitat
Se distribuyen por el África tropical en Camerún, Guinea Ecuatorial, Ruanda, Zaire y sur de Tanzania.

## Taxonomía
Schizoboea kamerunensis fue descrita por (Engl.) B.L.Burtt  y publicado en Notes from the Royal Botanic Garden, Edinburgh 33: 266. 1974.
Etimología
Schizoboea: nombre genérico que está compuesto por el prefijo griego σχίζω, schizo = "dividir", y el nombre genérico Boea. La primera parte del nombre se refiere a las cápsulas que se dividen en varias valvas.
kamerunensis: epíteto geográfico que alude a su localización en Camerún.
Sinonimia
- Didymocarpus kamerunensis Engl. basónimo[1]
- Roettlera kamerunensis (Engl.) Fritsch (1897)
- Didymocarpus bequaertii De Wild. (1920)
- Didymocarpus stolzii Engl. (1921)
- Didymocarpus stolzii var. minor Mansf.[2]